# Pieczęć stanowa Nebraski

Pieczęć stanowa Nebraski

Pieczęć stanowa Nebraski przedstawia główne cechy krajobrazu: Góry Skaliste i rzekę Missouri. Kowal symbolizuje przemysł, a snopy zboża rolnictwo. Parostatek i pociąg podkreślają rolę transportu w rozwoju gospodarki. Poniżej data 1 marca 1867 roku. Tego dnia Nebraska została przyjęta do USA jako trzydziesty siódmy stan.